# Hlušovice
Hlušovice település Csehországban, a Olomouci járásban. Hlušovice Dolany, Olomouc és Bohuňovice településekkel határos. Lakosainak száma 1095 fő (2024. január 1.).

## Népesség
A település lakosságának változását az alábbi diagram mutatja:
| Lakosok száma | 235  | 234  | 286  | 307  | 290  | 295  | 858  | 930  | 1028 | 1095 |
|               | 1869 | 1890 | 1921 | 1950 | 1980 | 2001 | 2017 | 2019 | 2022 | 2024 |